# Chrysuronia humboldtii
Chrysuronia humboldtii là một loài chim trong họ Trochilidae.